# Darrieus-Rotor

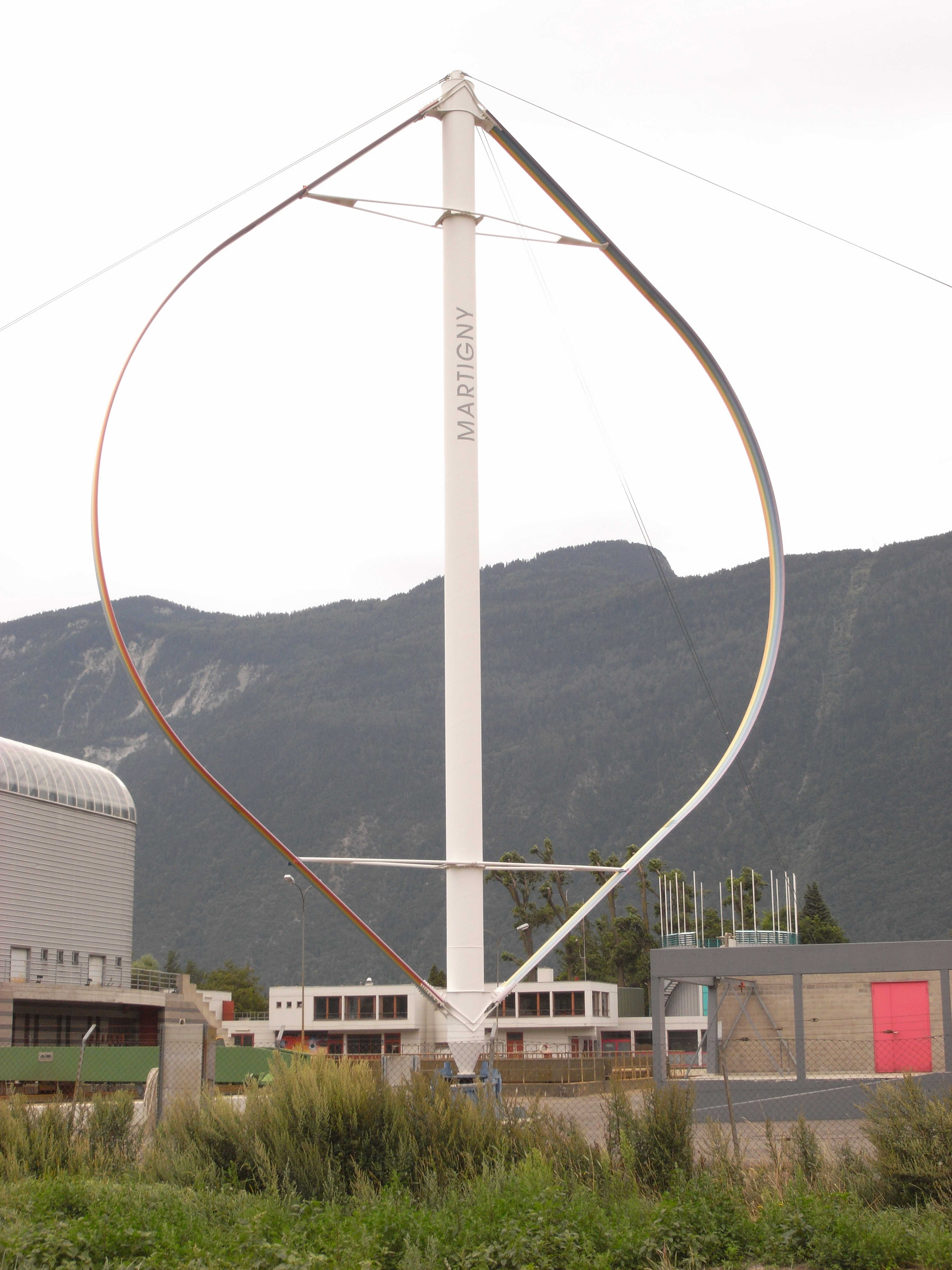
Darrieus-Rotor von Martigny (Kanton Wallis), erbaut 1987, Centre de recherche et d’enseignement en energie et techniques municipales

Der Darrieus-Rotor ist eine Windturbine für Windkraftanlagen mit vertikaler Rotationsachse (VAWT, vertical axis wind turbine). Im Gegensatz zu historischen Vorbildern wie der chinesischen Windmühle (Klappflügel-Rotor) ist er ein Schnellläufer. Der Rotor wurde von dem Franzosen Georges Jean Marie Darrieus erfunden. In der ursprünglichen französischen Patentschrift von 1925 ist sein Name nicht genannt. Dies ist erst in der amerikanischen von 1931 der Fall. In der klassischen Form sind die Rotorblätter am oberen und unteren Ende der Welle befestigt und ragen bogenförmig nach außen. Nach dem Prinzip einer Kettenlinie geformt, verursacht die Zentrifugalkraft in ihnen nur Zugspannungen, keine Biegemomente.

## Wirkungsweise und aerodynamische Auslegung

Anströmung und Kräfte an einem Zweiflügelrotor (Prinzip)
Kombination mit einem Savoniusrotor (Anlauf)
Strömung und Kräfte beim Umlauf eines Flügels (qualitativ)

Auf die Flächen eines ruhenden Rotors werden durch das mit der Geschwindigkeit vs strömende Fluid (Luft) Kräfte ausgeübt. Die immer senkrecht auf der Strömungsrichtung stehende Kraft Fd ist der dynamische Auftrieb. Diese Kraft kann vektoriell zerlegt werden in die auf das Rotorlager wirkende Kraft Fl und die in Umfangsrichtung (tangential) wirkende Antriebskraft Fa. Bei einem ruhenden Rotor mit zwei Flügeln ergeben sich die gegensätzlich gerichteten Kräfte Fa und –Fa. Die Drehmomente Fa·a und −Fa·a kompensieren sich. Der Rotor dreht sich nicht.
Darrieusrotoren laufen also nicht von alleine an. Sie müssen angeworfen werden. Bei kleinen Anlagen kann das manuell geschehen, bei größeren motorisch (meist Elektromotoren). Eine einfache Lösung des Anlaufproblems stellt die Kombination eines Darrieusrotors mit einem Savoniusrotor dar. Letzterer läuft von alleine an.
Wird der Rotor in Drehung versetzt, wird jede Fläche unterschiedlich angeströmt. Dabei ist vr die vektorielle Überlagerung aus Windströmung vs und Fahrtwind vu. Die resultierenden Strömungen erzeugen während eines Rotorumlaufs unterschiedliche Kräfte (sowohl richtungs- als auch betragsmäßig) auf die Flächen. Die Kraftkomponenten Fa in tangentialer Richtung bewirken Drehmomente, die die Rotation aufrechterhalten, so dass eine Energieentnahme möglich ist. Das während einer Umdrehung erzeugte Drehmoment M = Fa·a ist nicht konstant, sondern schwankt wegen der variierenden resultierenden Anströmung vr.
Der dynamische Auftrieb Fd ist umso größer, je größer der effektive Anstellwinkel α zwischen der tangential orientierten Fläche und der resultierenden Strömungsrichtung ist (Auftriebsbeiwert). Dies gilt jedoch nur bis α ≈ 15° (bei größeren Winkeln Strömungsabriss). In Bewegungsrichtung der Flügel entsteht eine Widerstandskraft Fw, die ebenfalls vom Anstellwinkel α abhängig ist (Widerstandsbeiwert). Damit der Rotor Energie abgeben kann, müssen die während eines Umlaufs wirkenden Antriebskräfte Fa die Widerstandskräfte überwiegen. Fa kann während eines Umlaufs in bestimmten Bereichen der Drehung auch negative Werte annehmen, d. h., bremsend wirken. Ferner wirken bei Rotation auf die Flügel Zentrifugalkräfte Fz. Die Lagerbelastung des Rotors ergibt sich aus der vorzeichenbehafteten Summe der Kräfte Fl und Fz.
Darrieusrotoren werden mit zwei bis vier Flächen gebaut, die zur Widerstandsverringerung (in tangentialer Richtung) ein stromlinienförmiges Profil (NACA) aufweisen. Die Flächen sind normalerweise tangential angestellt, können aber auch in einem bestimmten Winkel gegen die tangentiale Richtung angeordnet sein.
Versuche, die Flächen während der Umdrehung in geeigneter Weise zu verschwenken (Vorbild: Voith-Schneider-Antrieb), waren bisher nicht von Erfolg gekrönt. Schon vor Darrieus wurden Schwenkflügelpropeller in Erwägung gezogen (siehe Fig. 1 in seinem Patent) und auch gebaut (z. B. Klappflügelwindmühlen). Darrieus wollte aber im Gegensatz dazu eine Turbine ohne Schwenkflügel schaffen, die nicht in den Wind gedreht werden musste. Das ist der Grundgedanke seines im Patent dargelegten Konzepts. Das große Potential des Schwenkflügelprinzips für einen Schiffsantrieb hat Ernst Schneider erkannt.
Bei Darrieusrotoren handelt es sich um sogenannte Schnellläufer, d. h., der Betrag der Umfangsgeschwindigkeit vu muss größer als die Geschwindigkeit der Fluidströmung vs sein. Ansonsten ist die resultierende Anströmung kaum verwertbar. Das Verhältnis von vu zu vs wird durch die Schnelllaufzahl charakterisiert. Typisch sind Schnelllaufzahlen von 3 bis 5. Die Drehzahlregelung des Darrieusrotors ist problematisch. Beispielsweise vergrößert sich bei hoher Windgeschwindigkeit auch die Umfangsgeschwindigkeit des Rotors entsprechend der Schnelllaufzahl. Wird die Drehzahl in so einem Fall (z. B.aus Gründen der Stabilität) abgebremst, verändert sich die resultierende Anströmung in ungünstiger Weise. Das nutzbare Drehmoment verringert sich.
Im Bild sind für eine Schnelllaufzahl 5 die Verhältnisse beim Umlauf eines Flügels qualitativ dargestellt. Es ist ersichtlich, dass das Maximum der Antriebskraft bei 0° bzw. 180° liegt. Das resultierende antreibende Drehmoment Mr wird bei 90° und 270° negativ, da dort keine Antriebskraft, wohl aber die Widerstandskraft Fw (Strömungswiderstand) wirkt. Bei einem Zweiflügelrotor durchläuft das Drehmoment während eines Umlaufs immer negative Werte. Erst beim Dreiflügler ist dies nicht der Fall.

Strömung (blau) und Kraft (rot) mit Vortriebskomponente (grün) an einem Blatt eines Darrieus-Rotors, dargestellt im Ruhesystem des Blattes. Das Profil (grau eingezeichnet) ist der Typ NACA 0015, die Schnelllaufzahl beträgt 4, der Luftwiderstand ist vernachlässigt. Der Auftrieb ist als quadratisch von der Geschwindigkeit und linear vom Winkel abhängig angenommen.

In der beistehenden Animation ist die Abhängigkeit des Auftriebs vom effektiven Anstellwinkel und der Geschwindigkeit berücksichtigt. Dem aus der Drehbewegung resultierenden Fahrtwind, der die Rotorblätter stets von vorne trifft (fester schwarzer Pfeil), überlagert sich der wahre Wind, der aus Sicht eines Rotorblattes ständig umläuft (rotierender schwarzer Pfeil). In der Summe bilden sie die Anströmung des Profils (blau). In dessen Arbeitsbereich (siehe Polare) wirkt nun die Luftkraft (rot) nahezu senkrecht zur Anströmung, sodass eine Komponente dieser Kraft in Bewegungsrichtung als Vortrieb wirksam wird (grün). Die vertikale Linie zeigt den Variationsbereich der Wechsellast, welche nur die Konstruktion beansprucht, aber keine Arbeit leistet.
Aufgrund der im Umlauf ständig wechselnden Anströmung können für einen bestimmten Anströmwinkel optimierte asymmetrische Profile nicht genutzt werden. Abweichungen von der meist verwendeten symmetrischen Form und der tangentialen Ausrichtung des Profils bewirken nur marginale Verbesserungen, weil positiven Effekten an einer Stelle des Umlaufs negative an anderer Stelle gegenüberstehen. Abhilfe brächte eine dynamische Verstellung der Blattwinkel während des Umlaufs. Experimente in dieser Richtung waren bisher nicht erfolgreich.
Der auf weiten Teilen des Umfangs suboptimale Anströmwinkel vermindert den Vortrieb auf zweierlei Weise: Zum einen sinkt der Betrag des Auftriebs, zum anderen wird dessen Richtung ungünstiger, siehe Animation. Als Ausgleich wird die Blattfläche vergrößert, meist durch eine Erhöhung der Profiltiefe, seltener durch mehr Blätter. Das bewirkt aber einen Anstieg des Luftwiderstandes.
Der maximale Anströmwinkel, der ab dem Strömungsabriss einsetzt, ist von der Profildicke abhängig und bestimmt die optimale Schnelllaufzahl des Rotors. Diese liegt im Bereich von nur drei bis sechs, ein Grund für eine weitere Erhöhung der Blattfläche. Die erhöhte Rotormasse und die im Vergleich zu klassischen Rotoren schmalere Leistungskurve {\displaystyle c_{P}(\lambda )} senken in turbulenten Windverhältnissen die Ausbeute.
Beim klassischen Darrieus-Rotor, dessen Blätter wie ein Sprungseil als Kettenlinie gebogen sind, nimmt im achsnahen Bereich der Fahrtwind ab und die Schwankungsamplitude der Anströmungsrichtung zu. Fortgeschrittene Konstruktionen verwenden dort dickere, weniger stall-empfindliche Profile und größere Profiltiefen.

## Konstruktion
- Die beim klassischen Darrieus-Rotor sehr langen Blätter sind anfällig für Schwingungen. Eine resonante Anregung der komplizierten Eigenmoden des Rotors durch die aerodynamische Wechsellast einschließlich ihrer Harmonischen wird möglichst vermieden.[8] Das trifft auch auf die Abspannseile zu[9] – die sechs 200 m langen Seile des Éole sind dazu jeweils von Gittermasten gestützt.
- Als Rotorblätter wurden Strangpressprofile aus Aluminium eingesetzt, die sich kostengünstig fertigen lassen. Für H-Rotoren gilt das noch immer, für die langgestreckten Blätter des Schneebesen-Darrieus ist Aluminium aber nicht ausreichend wechsellastfest.[10]
- Da der Darrieus-Rotor eine senkrechte Achse hat, ist seine Funktion von der Windrichtung unabhängig, so dass auf eine dem Wind nachgeführte Generatorgondel verzichtet werden kann. Allerdings entfällt damit auch die sonst bei Kleinwindanlagen gerne genutzte Möglichkeit, den Rotor bei Sturm aus dem Wind zu drehen. Hier wirkt sich die größere Blattfläche negativ aus, weil die gesamte Struktur vom Rotor über den Turm bis zum Fundament entsprechend stabiler ausgelegt werden muss.
- Während moderne Windkraftanlagen im Bereich der Nennleistung durch Blattwinkelverstellung geregelt und schließlich stillgelegt werden, sind Anlagen mit Darrieus-Rotor stall-geregelt. Um ein „Durchgehen“ der Anlage sicher vermeiden zu können – die Sicherheitsvorschriften fordern eine von der mechanischen Bremse unabhängige Möglichkeit dazu –, wird der Generator von Anlagen mit Darrieus-Rotor überdimensioniert. In dieser Hinsicht ist insbesondere für große Anlagen mit ihrer ohnehin geringen Drehzahl die relativ geringe Schnelllaufzahl von Darrieus-Rotoren ungünstig, weil damit das vom Generator bzw. dem Getriebe aufzubringende Drehmoment steigt, was sich direkt in den Kosten widerspiegelt. Aufgrund der Dimensionierung des Generators folgt, dass die Nennleistung eines Darrieus-Rotors nicht unmittelbar mit der anderer Windkraftanlagentypen verglichen werden kann.
- Der Generator und ggf. das Getriebe sind je nach Bauform (klassischer Darrieus- oder H-Rotor) bodennah, was Installation und Wartung erleichtert.
- Leistungsbeiwerte von 30 bis maximal 40 %, bezogen auf die projizierte Rotorfläche, sind beim Darrieus-Rotor erreichbar. Konventionelle Rotoren mit horizontaler Drehachse erreichen über 50 %.

## H-Darrieus-Rotor

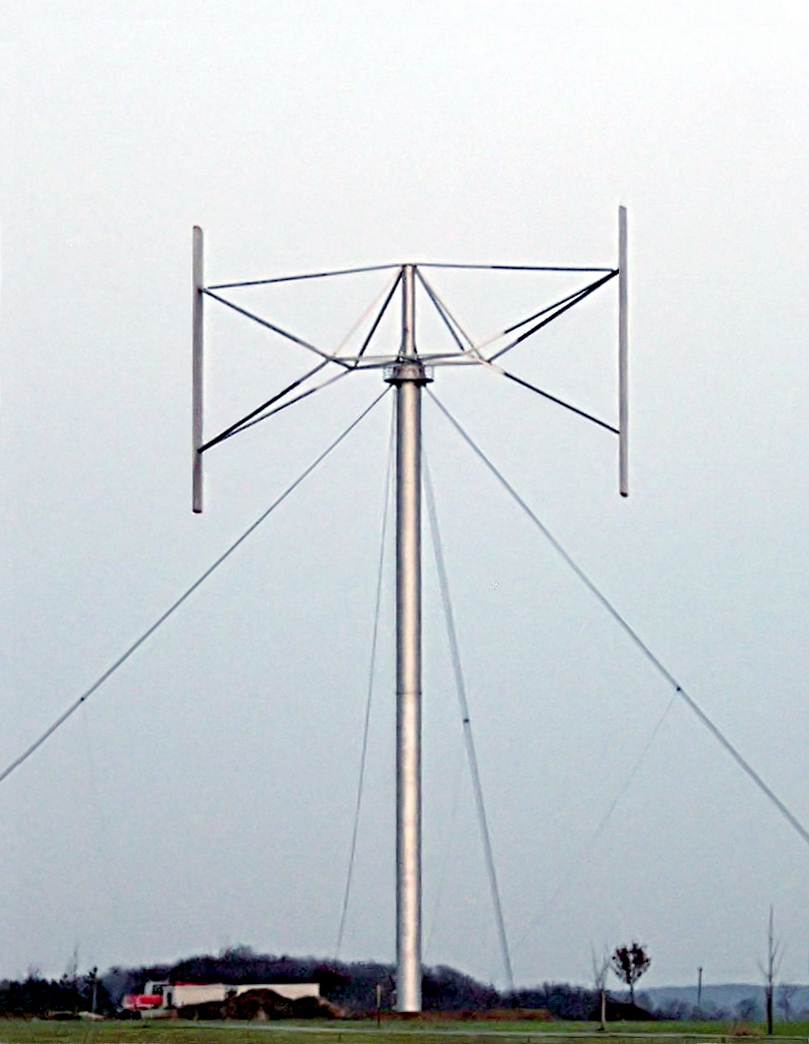
H-Darrieus-Rotor in Dülmen-Rorup

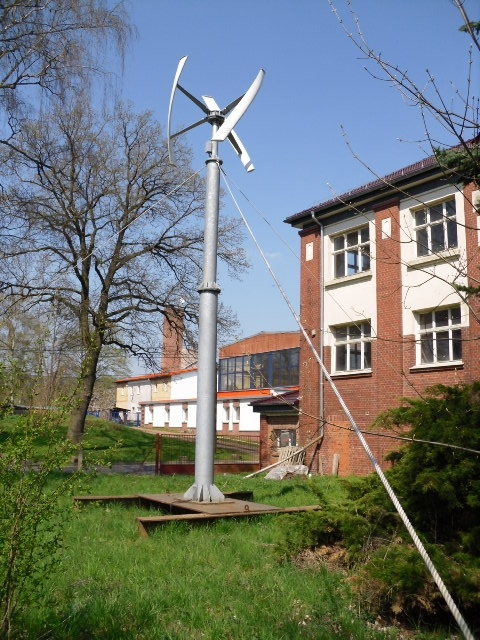
Darrieus-Helix-Rotor

Während die gebogenen Blätter des klassischen Darrieus-Rotors oben und unten mit der Rotorachse zusammenlaufen, besteht der H-Darrieus-Rotor aus geraden, parallel zur Drehachse angeordneten Blättern an Tragarmen. Die Bauform mit zwei oder mehr senkrecht stehenden Blättern und einem horizontalen Tragarm erinnert an den Buchstaben „H“, daher der Name.
Falls die Rotorblätter als spiralförmig gebogene Blätter ausgeführt werden, handelt es sich um einen Helix-Darrieus-Rotor und Modelle mit solchen Rotoren haben ein gleichmäßigeres Drehmoment und benötigen keine Anfahrhilfe, solange eine eisenlose Generatorwicklung (geringes Anlaufdrehmoment, kein Rastmoment der Magnete) genutzt wird.
Diese Bauarten vermeiden einige der oben aufgeführten Nachteile des klassisch gebogenen Darrieus-Rotors:
- Alle Bereiche eines Blattes bewegen sich gleich schnell, mit einheitlichem Anstellwinkel.
- Eine Abspannung aus der wirksamen Fläche heraus nach unten ist möglich.
- Geringerer Materialeinsatz bei höherem Leistungsbeiwert für die gleiche wirksame Fläche.

Die abgebildete Windkraftanlage (WKA) zeigt die einzig noch existierende Großanlage dieser Bauform in Rorup. Die WKA stand vormals im Versuchsfeld am Kaiser-Wilhelm-Koog an der Nordsee. Die Besonderheit dieser Variante ist, dass sich nicht nur der obere Bereich der WKA dreht, sondern die gesamte Anlage (Rotorblattbereich, Turm und in Bodenhöhe der Rotor des Generators).
Eine kleinere, ähnliche WKA aus der Versuchsreihe ist noch im Besitz des Betreibers. Diese ist jedoch nicht wieder aufgebaut worden.
Eine windrichtungsgeführte Blattwinkelverstellung (giromill) kann das Anlaufverhalten und den Wirkungsgrad verbessern. Das Prinzip ist bereits seit den frühen 1970er Jahren bekannt. Dem höheren Wirkungsgrad und besserem Anlaufverhalten steht die Wirtschaftlichkeit bestimmend der höhere Bauaufwand entgegen. Im Bereich bis zu 10 kW Nennleistung werden kommerzielle Anlagen, die mit einer windrichtungsgeführten Blattverstellung arbeiten, beworben. Ob bzw. in welcher Zahl solche Anlagen in Betrieb sind, ist nicht bekannt.

## Nutzung im Wasser
In neuerer Zeit sind auch Konzepte entwickelt worden, den Darrieus-Rotor in einer Meeres- oder Flussströmung unter Wasser zu nutzen.

## Entwicklungsgeschichte anhand von Beispielen
- Die kanadische Firma DAF Indal entwickelte um 1980 verschiedene Darrieus-Anlagen im Leistungsbereich bis etwa 250 kW. Anlagen mit 4 und 40 kW Nennleistung dienten als Wasserpumpen. Netzgekoppelte Anlagen mit Nennleistung 50 und 500 kW wurden im SCE-Testzentrum bei Palm Springs und im Sankt-Lorenz-Golf erprobt. Das größere Modell, Indal 6400, wird von Paraschivoiu (2002) als kommerziell aufgeführt. Die Zahl der Installationen ist nicht bekannt.[18]
- Von 1974 bis 1985 förderte das US-amerikanische Energieministerium DOE die Entwicklung der Darrieus-Technologie der Sandia National Laboratories (Standort Albuquerque, New Mexico) mit 28 Mio. US-Dollar. Die 1982 gegründete Firma FloWind (USA) erwarb die Rechte an einem dort entwickelten 17-m-Rotor und brachte ihn unter der Bezeichnung „300 Darrieus“ zur Marktreife. Die Anlage mit ihrem 42 m hohen Rotor war mit 170 bzw. 340 Exemplaren in den Windparks Altamont Pass und Tehachapi die kommerziell erfolgreichste der Bauform mit vertikaler Achse.[19] Während der Hersteller 300 kW Nennleistung angab, führte die kalifornische Energiekommission die 510 Anlagen mit insgesamt 94 MW installierter Leistung (184 kW pro Anlage).[18] Während 1995 in Europa keine Windkraftanlage mit vertikaler Achse mehr in kommerziellem Betrieb war, hatten diese Anlagen in Kalifornien noch einen Anteil von 6 % an der installierten Leistung.[20] FloWind plante den Ersatz der zweiblättrigen Rotoren aus Aluminium durch dreiblättrige Rotoren aus Fiberglas,[21] ging aber 1997 in Konkurs.[22] Die Rotoren wurden im Rahmen des Repowering durch Anlagen mit horizontaler Achse ersetzt.
- Östlich der Stadt Martigny, Kanton Wallis, wurde 1987 ein Rotor errichtet, der sporadisch zusammen mit einem Biogasmotor betrieben wird. Der Rotor hat einen Durchmesser von 19 Metern, eine Höhe von 28 Metern und kommt auf eine Gesamtmasse von 8 Tonnen. Die Drehzahlen werden mit 33 und 50 pro Minute angegeben. Der Asynchrongenerator läuft mit 110 kW und 160 kW Leistung bei 1000 bzw. 1500 Umdrehungen pro Minute.[23]
- Im kanadischen Cap-Chat wurde 1987 Éole errichtet, eine vom Boden aus gemessen insgesamt 110 m hohe Anlage mit einem Darrieus-Rotor von 64 m Durchmesser und 96 m Höhe und einem Generator mit 3,8 Megawatt Nennleistung. In insgesamt 19.000 Betriebsstunden wurden 12 GWh Strom erzeugt[24] (1/6 der Nennleistung, 158 W/m² Rotorfläche), allerdings »auf Verschleiß« – das untere Rotorlager war der Belastung nicht gewachsen. Neben dem Gewicht und Vibrationen trug dazu die Spannung der sechs 200 Meter langen, schräg nach unten laufenden Abspannseile bei. 1992 wurde der Rotor in einem Sturm schwer beschädigt und die Anlage daraufhin endgültig stillgelegt.

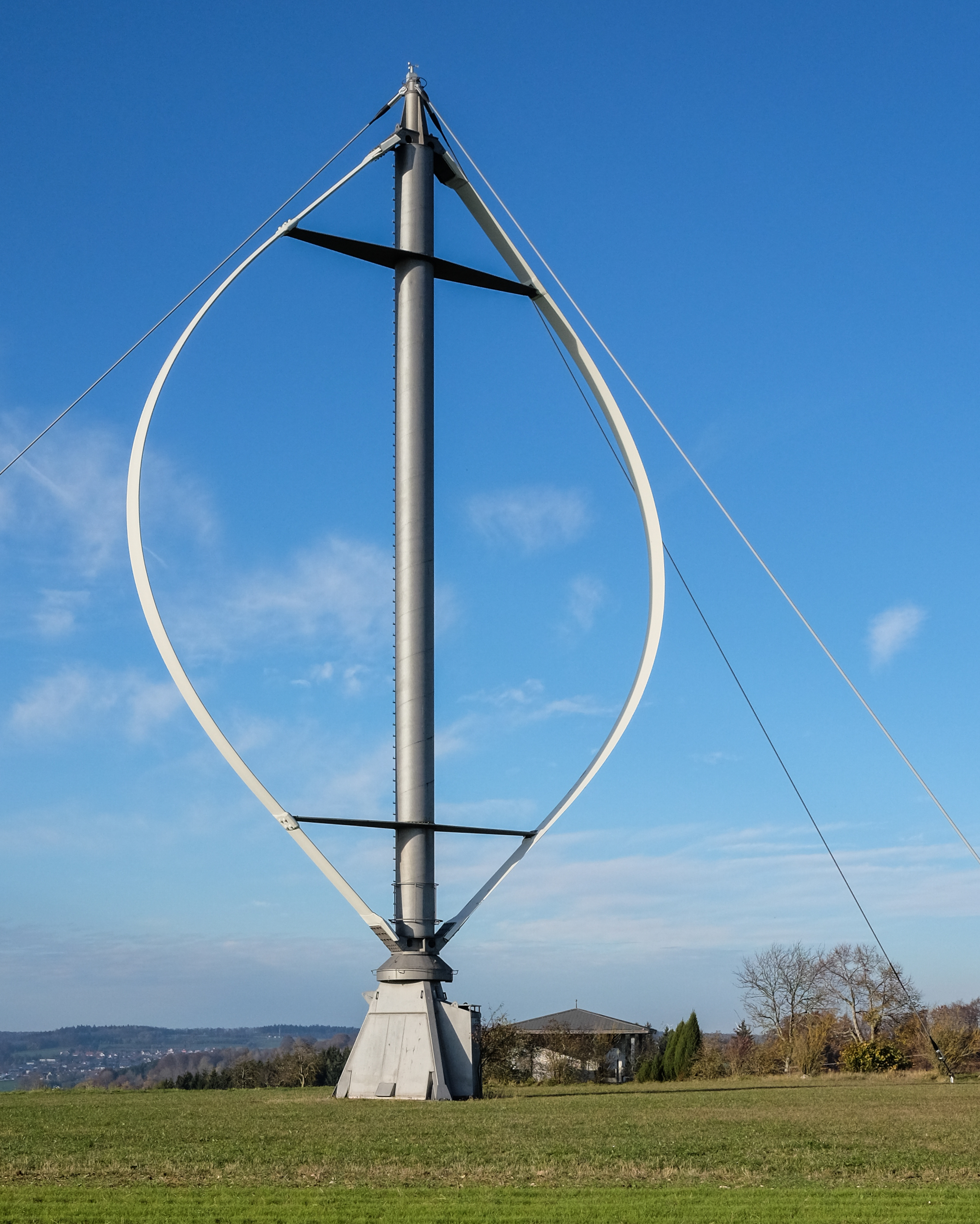
Dornier-Vertikalachser bei Heroldstatt

- Im Testfeld der EVS, heute EnBW, bei Heroldstatt wurde 1989 eine zweiflügelige Anlage der Dornier-Werke und der Flender-Werft errichtet.[25] Sie hat einen Durchmesser von 15 m, eine Masthöhe von 25 m und eine installierte Leistung von etwa 55 kW bei 11,5 m/s Nennwindgeschwindigkeit. Die mittlere Windgeschwindigkeit des Standortes auf Höhe der Rotormitte liegt bei nur 4,1 m/s. Daher und wegen des geringen Leistungsbeiwertes der Vertikalachsanlage lag der Jahresertrag nur bei etwa 24.500 kWh, entsprechend einer mittleren Leistung von nur 2,8 kW.[26] Die Anlage wurde 2000 nach häufigen Reparaturen an allen Anlagenteilen endgültig stillgelegt.[25]

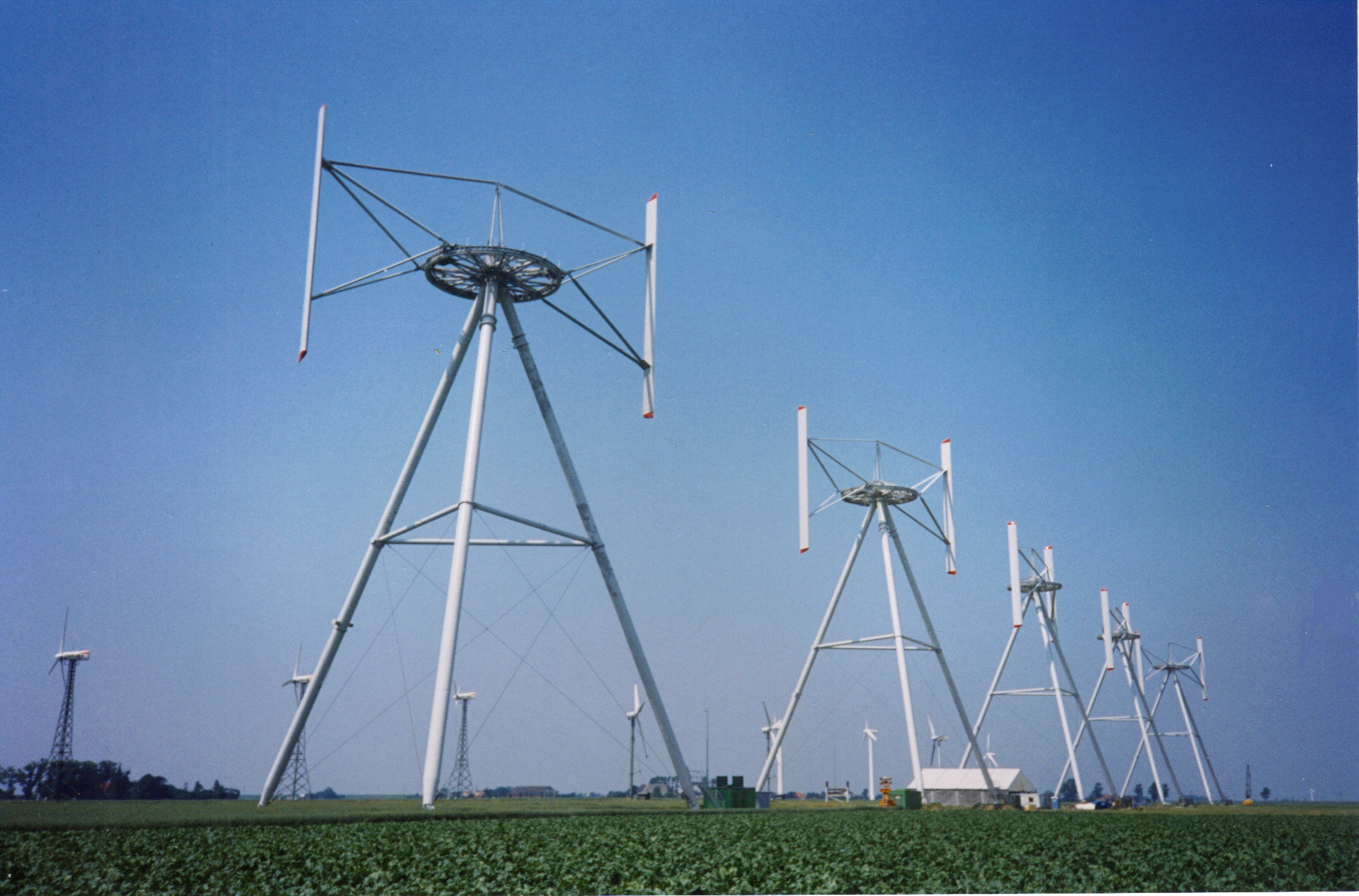
Darrieus-H-Rotoren im Windenergiepark Westküste

- Darrieus-H-Rotoren im Windenergiepark Westküste Speziell in England, den USA und Deutschland wurde versucht, den H-Anlagentyp kommerziell verwendbar zu entwickeln. So wurden beispielsweise bis Anfang der 1990er-Jahre von dem deutschen Hersteller Heidelberg-Motors Anlagen mit direkt in die Rotorstruktur integriertem getriebelosem Generator wie bei Enercon entwickelt. Von diesem Typ standen fünf 1-Megawatt-Anlagen auf dem Testfeld neben dem Windenergiepark Westküste im Kaiser-Wilhelm-Koog.[23] Da der Generator ähnlich wie bei der 750-kW-Lagerwey-Maschine sehr laut war, mussten diese Rotoren nachts abgeschaltet werden. Dadurch war die Energieausbeute halbiert, weshalb die Anlagen zurückgebaut werden mussten.
- In der Antarktis wurde in der ersten deutschen Georg-von-Neumayer-Station 1991 ein H-Rotor mit 20 kW Nennleistung, 10 m Durchmesser, drei Flügeln mit 5,6 m Flügelhöhe und einem getriebelosen Ringgenerator im Rahmen eines gemeinsamen Forschungsvorhabens des Alfred-Wegener-Instituts für Polar- und Meeresforschung (Bremerhaven), der Hochschule Bremerhaven, des Germanischen Lloyd (Hamburg) und der Fa. Heidelberg Motor GmbH (Starnberg) mit Förderung des Bundesministers für Forschung und Technologie in Betrieb genommen. Die Entwicklung erfolgte seit 1989 in enger Zusammenarbeit der vier Forschungspartner unter der Projektleitung von Friedrich Zastrow (Hochschule Bremerhaven).[27] Die Anlage wurde 1990 ein Jahr lang auf dem Testfeld des Germanischen Lloyd in Kaiser-Wilhelm-Koog getestet und modifiziert (Auslegungsdaten: max. Windgeschwindigkeit 68 m/s, tiefste Umgebungstemperatur −55 °C).[28] Die Windkraftanlage versorgte seit Januar 1991 sowohl die alte als auch später (ab Januar 1993) die zweite Georg-von-Neumayer Forschungsstation mit einem Teil der elektrischen Energie (ca. 6 %), die für Heizung und sonstigen Betrieb der Forschungsstation benötigt wird. Der theoretisch errechnete CP,max von 0,38 bei der Auslegungsschnelllaufzahl λ = 2,2 konnte durch Messungen zu 0,31 bei λ = 2,3 bestimmt werden.[29] 18 Jahre lief die Anlage nahezu störungsfrei und lieferte ca. 36000 kWh jährlich bei einer mittleren Windgeschwindigkeit von 9,5 m/s. Die Nachfolgestation erhielt eine Windkraftanlage ohne Darrieus-Rotor.

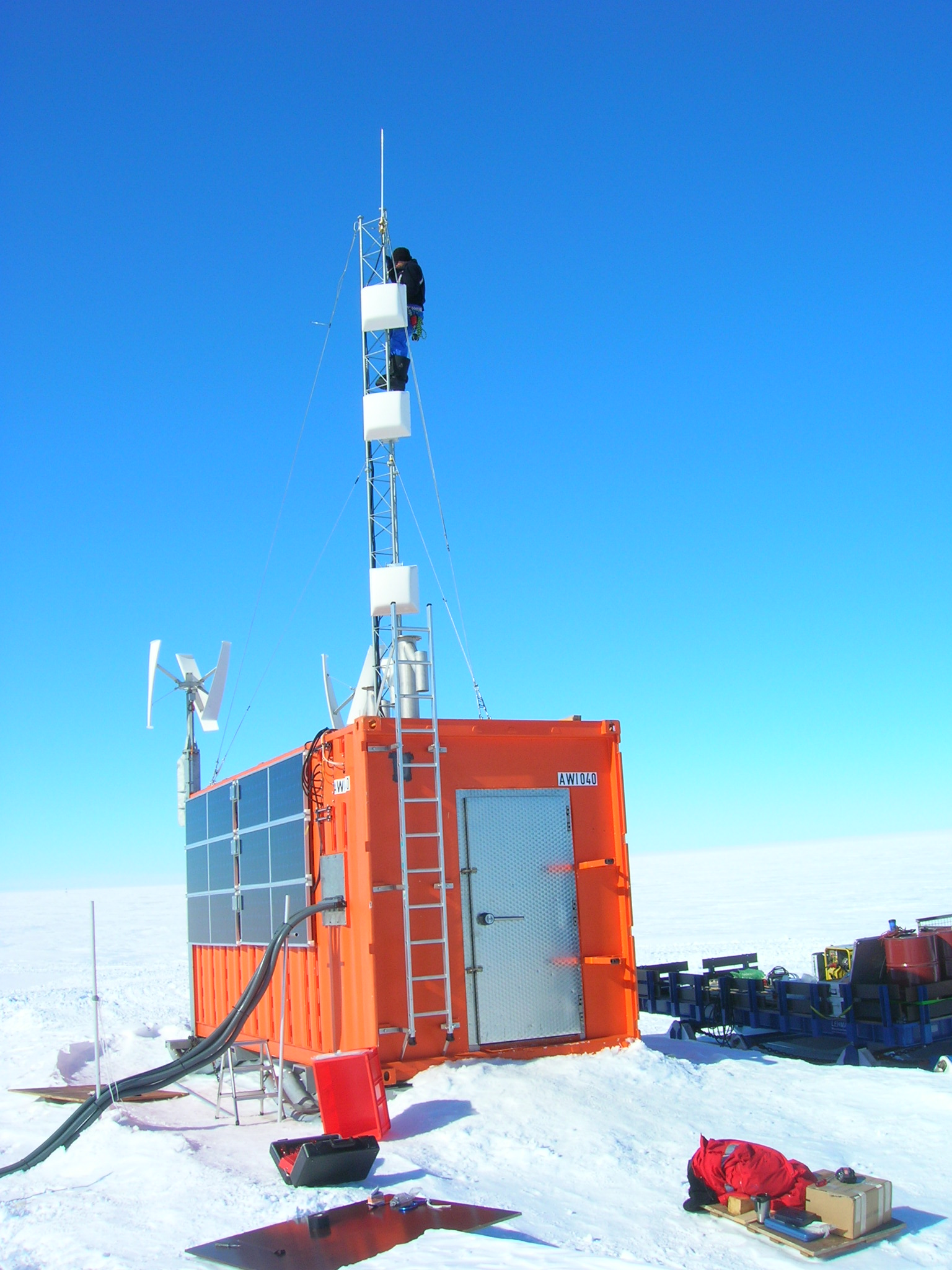
Zwei Darrieus-H-Helix-Rotoren auf einem Messcontainer in der Nähe der Neumayer-Station, Antarktis

- Zwei Darrieus-H-Helix-Rotoren auf einem Messcontainer in der Nähe der Neumayer-Station, Antarktis Das 2005 mit Venture-Kapital der RWE Innogy gegründete Unternehmen „Quietrevolution“ entwickelte eine 5-kW-Anlage („qr5“) mit dreiblättrigem 13,6-m²-Helix-H-Rotor zur Marktreife. Bis 2012 wurden über 150 Anlagen errichtet, überwiegend in Großbritannien und Irland.[30] Für je 40.000 Pfund schmückte sich die Portland Marina zur Olympiade 2012 mit sieben Anlagen,[31] die allerdings bereits zwei Jahre später erneuert werden mussten.[32] Im Vergleich zur schmucken qr5 (The elegant design of quietrevolution’s qr5 turbine is geared towards adding visual appeal to its surroundings) preist die Firma im März 2013 den konventionellen Windgenerator Hy5 als wirtschaftlichere Lösung an.
- In Ishpeming, Michigan, wurde im Juni 2010 ein dreiflügeliger klassischer Darrieus-Rotor von 26 m Durchmesser und 27 m Höhe montiert. Mit einer Nennleistung von 200 kW sollte er jährlich 500 bis 750 MWh an die unmittelbar benachbarte sechsstöckige Seniorenwohnanlage liefern, die er auf seinem 18-m-Gittermast gerade überragt. Das Projekt war für die beteiligten Firmen das erste dieser Art und wurde mit 620.000 US-Dollar vom U.S. DOE gefördert.[33][34] Bedenken wegen der Sicherheit der Senioren verhinderten den Regelbetrieb.[35] Die jahrelang stillstehende Anlage sollte 2014 durch ein weiterentwickeltes, kleineres Modell des gleichen Herstellers ersetzt werden.[36]
- Ebenfalls 200 kW Nennleistung, allerdings an einem günstigeren Standort an Schwedens Westküste, hat ein im April 2011 in Betrieb genommener dreiflügeliger H-Rotor von 26 m Durchmesser, 24 m Blattlänge und 40 m Nabenhöhe. In dem abgespannten, zwölfeckigen Turm aus Schichtholz verläuft eine Welle zum getriebelosen, permanenterregten Generator.[37] Hersteller war die schwedische Firma Vertical Wind, eine Ausgründung der Universität Uppsala.[38] Auftraggeber sind E.ON und der lokale Versorger Falkenberg Energy. Das Pilotprojekt wurde zudem von der schwedischen Energie-Agentur mit umgerechnet 1 Mio. Euro gefördert. In den bisher veröffentlichten Forschungsberichten über vorsichtige Erprobungen unterhalb der Nenndrehzahl von 33/min erreicht die Anlage ein CP von etwa 0,3 bei mäßigem Wind (zwischen 16 und 21/min)[39] bzw. bei stärkerem, böigen Wind in elektrisch erzwungenem Stall (konstant 20/min) eine Leistung von 85 kW.[40]
- In Grevenbroich wurde von der Schweizer Firma Agile Wind Power 2020 eine Vertikalachsen-Windturbine installiert, die 2021 in Betrieb gehen soll.[41][42] Eine Besonderheit ist eine aktive und kontinuierliche Blattverstellung des Rotors. Die Anlage ist für eine Leistung von 750 kW ausgelegt und hat einen Rotordurchmesser von 32 m, Rotorblattlänge 54 m und eine Höhe von 105 m. Laut Hersteller AGILE WindPower können die Anlagen auf bis zu 1,5 MW hochskaliert werden[43].